# Andrij Sybiha
Andrij Ivanovyč Sybiha (in ucraino Андрій Іванович Сибіга?; Zboriv, 1º gennaio 1975) è un diplomatico e politico ucraino, Ministro degli affari esteri dal 5 settembre 2024.

## Biografia
È nato il 1º gennaio 1975 a Zboriv, nell'oblast' di Ternopil'.
Nel 1997 si è laureato in relazioni internazionali presso l'Università di Leopoli e subito dopo la laurea ha iniziato a lavorare per il Ministero degli affari esteri come diplomatico e segretario presso il dipartimento legale e contrattuale. Nel 2008 è divenuto consigliere presso l'ambasciata ucraina in Polonia mentre nel 2012 è stato nominato direttore del dipartimento del servizio consolare.
Il 22 agosto 2016 è stato nominato ambasciatore dell'Ucraina in Turchia, rimanendo in carica fino al 2021, anno in cui gli è stata assegnata la carica di vicecapo dell'Ufficio del Presidente con delega alla politica internazionale; in questa veste ha firmato la richiesta di adesione dell'Ucraina all'Unione europea.
Divenuto Primo Viceministro degli affari esteri il 12 aprile 2024, è stato nominato Ministro degli affari esteri il 5 settembre successivo dopo le dimissioni di Dmytro Kuleba e la sua nomina è stata approvata dalla Verchovna Rada con 258 voti favorevoli su 450.